# Cryptomyzus ballotae
Cryptomyzus ballotae är en insektsart. Cryptomyzus ballotae ingår i släktet Cryptomyzus och familjen långrörsbladlöss. Inga underarter finns listade i Catalogue of Life.